# Anaïs Vaugelade
Anaïs Vaugelade (1973 à Saint-Ouen en France) est une écrivaine et illustratrice, auteure de littérature d'enfance et de jeunesse française. Elle est également éditrice.
Elle collabore régulièrement à Philosophie Magazine, avec la rubrique Comme des grands

## Biographie
Elle a suivi des études de photographie à l'École nationale des arts décoratifs de Paris. Alors qu'elle y est encore élève, elle débute comme illustratrice avec un premier titre publié en 1992 à l'École des loisirs : Ne me raconte plus d'histoires, maman !, sur un texte de Sophie Chérer.
Elle vit actuellement à Paris.
Ses livres ont été principalement publiés par les éditions L'École des loisirs. Elle a également réalisé de brèves séquences d'animation pour plusieurs longs métrages.

## Récompenses
Source : bnf.
- Prix Livrimages [Union nationale Culture et bibliothèques pour tous] pour Laurent tout seul, en 1997
- Prix Chrétien de Troyes pour La Guerre, en 1998
- Prix de l'illustration jeunesse, meilleur album [Rueil-Malmaison], pour La Guerre, en 1998
- Prix 1000 jeunes lecteurs [Union nationale Culture et bibliothèques pour tous], pour Rouge de Honte et Vert de Rage, en 2000
- Prix Attention talent de la FNAC, pour La Guerre, en 2000
- Prix littéraire des écoles de Belleville et de Ménilmontant, pour Une soupe au caillou, en 2001
- Prix littéraire Unesco de littérature pour enfant, pour La Guerre, en 2001
- Prix Berlingot / Mange-livres'[Ville de Carpentras], pour Le Déjeuner de la petite ogresse, en 2004
- Prix Bernard Versele, catégorie 3 chouettes, pour Le Déjeuner de la petite ogresse, en 2004
- Prix Livres élus [Le Puy-en-Velay], pour Le Déjeuner de la petite ogresse, en 2004
- Prix Millepages jeunesse [librairie Millepages, Vincennes], pour L'Ami du petit tyrannosaure, en 2004
- Coup de cœur Jeune Public automne 2018 de l'Académie Charles-Cros pour Des malheurs de Sophie[3].

## Œuvres

### Auteure et illustratrice

#### Zuza
La série des Zuza décrit les interactions d'une petite fille humaine, Zuza, avec son ami imaginaire crocodile.
- Le Dîner de Zuza, 1998
- La Chambre de Zuza, 1998
- Zuza dans la baignoire, 1998
- Encore un peu de Zuza, 1999
- Zuza vous aime, 2001
- Courage, Zuza !, 2004
- Zuza ! (anthologie des trois premières histoires), 2010
- Tout Zuza, 2023, intégrale 12 histoires

#### Famille Quichon
La série de la famille Quichon raconte les aventures d'une famille de cochons, Papa, Maman et leurs soixante-treize enfants.
- Le Cauchemar de Gaëtan Quichon, 2004
- Maman Quichon se fâche, 2004
- Philippe Quichon veut voler, 2004
- L'Animal domestique d'Hermès Quichon, 2006
- La Vie rêvée de Papa Quichon, 2006
- Dans les basquettes de Babakar Quichon, 2009
- La Poussette de Cléo Quichon, 2009
- Le premier frère de Mimi Quichon, 2019
- La recette de Sacha Quichon, 2019
- 7 milliards de Quichon, et Gloria Quichon, 2021
- Tout va mal pour Tristan Quichon, 2021
- Le nom secret de Kenbougoul Quichon, 2022
- Khaïm Quichon lit un livre, 2023

#### Autres ouvrages
- Virgile et le vaisseau spatial, 1993
- L'Anniversaire de Monsieur Guillaume,1994
- Avale, Léonardichon, 1994
- Grande Flore, 1995
- Histoire du bonbon, 1995
- Puce Qui Chante et Fille de King Kong, 1995
- Laurent tout seul, 1996
- Le Secret, 1996
- La Guerre, 09/1998
- Rouge de Honte et Vert de Rage, 1999
- Une soupe au caillou, 2000
- Le Déjeuner de la petite ogresse, 2002
- Le Matelas magique, 2005
- Le Garçon qui ne connaissait pas la peur, 2009
- Papa, maman, bébé, 2010
- 4 histoires d'Amir (coffret), 2012
- Le Chevalier et la forêt, 2012
- Te voilà !, 2013
- Comment fabriquer son grand frère, novembre 2016
- Des malheurs de Sophie, 2018[4]

### Illustratrice
- Ne me raconte plus d'histoires, maman !, texte de Sophie Chérer, 1992
- Ma vengeance sera terrible, texte de Moka (Elvire Murail), 1995
- Taxi et le bunyip, texte de Christian Lehmann, 1995
- Le Chat Pruc, texte de Sophie Tasma, 1996
- Les Pieds de Philomène, texte d'Agnès Desarthe, 1997
- Le Lapin magique, texte de Christian Oster, 1998
- Qui perd gagne, texte de Sophie Tasma, 1998
- Tout le monde ne peut pas être clochard, texte de D. Souton 1998
- Lundi, Gaspard prend le train, texte de Valérie Dayre, 1999
- Basile, l'enfant qui se transformait en lézard, texte de Sophie Tasma, 2000
- Prune, princesse de Monaco Créteil, texte de Boris Moissard, 2000
- Quand les pensées gelaient dans l'air, texte de Alberto Moravia, 2000
- Les Trois vœux de l'Archiduchesse Von der Socissèche, texte d'Agnès Desarthe, 2000
- Les Lèvres et la tortue, texte de Christian Oster, 2001
- La Preuve par l'eau de vaisselle, texte de Boris Moissard, 2001
- Les Rêves de maman produisent des monstres, texte de Alberto Moravia, 2001
- Le Roi de N'importe-Où, texte de Christian Oster, 2001
- Les Idées noires de Balthazar, texte de Cédric Erard, 2002
- Le Monde d'à côté, texte d'Agnès Desarthe, 2002
- L'Ami du petit tyrannosaure, texte de Florence Seyvos, 2003
- Le Cochon qui avait peur du soir, texte de Christian Oster, 2003
- Igor le labrador, texte d'Agnès Desarthe, 2004
- C'est qui le plus beau ?, texte d'Agnès Desarthe, 2005
- Les Frères chats, texte d'Agnès Desarthe, 2005
- Patte-Blanche, texte de Marie-Aude Murail, 2005
- Je veux être un cheval, texte d'Agnès Desarthe, Mouche, 2006
- Cauchemar qui voulait devenir pianiste, texte de Nathalie Kuperman, 2007
- L'Immangeable petit poucet, texte de Christian Oster, 2007
- Le Mariage de la tortue et trois autres histoires, texte de Christian Oster, 2008
- La Sonnette du lapin, texte de Christian Oster, 2008
- Mission impossible, texte d'Agnès Desarthe, 2009
- Punie !, texte de Nathalie Kuperman, 2009
- Vladimir Sergueïevitch - La Quête Héroïque du mangeur de pommes, texte de Matthieu Sylvander, 2010
- Le Poulet fermier, texte d'Agnès Desarthe, 2013
- L'Invitation faite au loup, texte de Christian Oster, 2013
- Mes animaux, texte d'Agnès Desarthe, 2014

### Réalisatrice de séquences d'animation
- La vie ne me fait pas peur, film de Noémie Lvovsky, 1999
- Il est plus facile pour un chameau..., film de Valeria Bruni Tedeschi, 2002
- Les sentiments, film de Noémie Lvovsky, 2003
- Faut que ça danse!, film de Noémie Lvovsky, 2007